# 以色列总理官邸

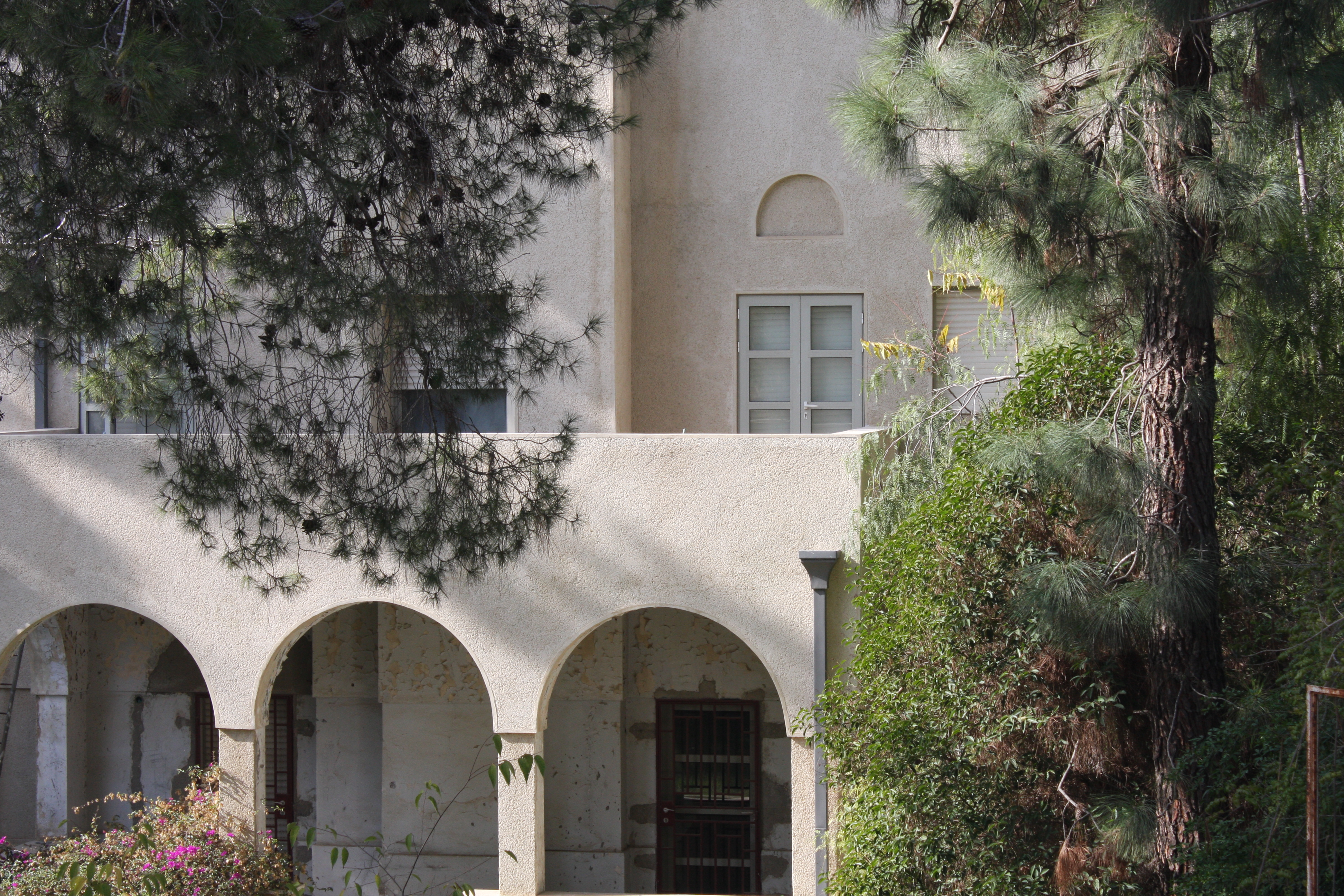
阿吉翁宅邸

阿吉翁宅邸 (Beit Aghion), 又名 以色列总理官邸 (בית ראש הממשלה‬，Beit Rosh HaMemshala)是以色列总理的官邸，位于耶路撒冷高档社区里哈维亚，斯摩棱斯克街9号（贝尔福街转角），介于市中心与塔尔比亚 社区之间。

## 历史
该建筑是为埃及亞歷山卓的希腊犹太富商爱德华·阿吉翁而建。它是由德国犹太建筑师理查德·考夫曼设计，建于1936–1938年。
1941年，南斯拉夫国王彼得二世居住于此。第一次中东战争期间，这里用作伊尔贡武裝人員的医院。
1952年，以色列政府购买了这座建筑，将其改为外交部长官邸。1974年，以色列政府决定将以色列总理官邸从 Beit Julius Jacobs（1950–1974年）迁至阿吉翁宅邸。在1990年代，出于安全原因，在周围建起了围墙。